# Piétin-verse
Le piétin-verse, appelé aussi « taches ocellées du blé », est une importante maladie fongique du blé causé par deux espèces de champignons nécrotrophes,  Tapesia yallundae  (syn. : Pseudocercosporella herpotrichoides; type-W [anamorphe] ; Oculimacula yallundae) et Tapesia acuformis (syn. : Pseudocercosporella herpotrichoides; type-R [anamorphe]; Oculimacula acuformis). 
Le piétin-verse est plus grave dans les parcelles où le blé est cultivé en continu (monoculture) et lorsque le climat est frais et humide. Le traitement des cultures contre le piétin-verse à l'aide de fongicides coûte très cher aux agriculteurs et est compliqué par l'apparition chez les agents pathogènes de souches résistantes aux fongicides les plus couramment utilisés.
Dans les cas les plus graves, la maladie peut réduire le rendement de 40 % et plus.
C'est une maladie répandue surtout dans les régions tempérées  en Amérique du Nord et du Sud, en Europe, en Australie et en Nouvelle-Zélande, ainsi qu'en Afrique.

## Symptômes
Des lésions elliptiques,  en forme d'œil (ocellées), ce qui justifie le nom de « taches ocellées » parfois donné à la maladie, apparaissent à la base des tiges près de la surface du sol, souvent sous le premier nœud. Les lésions, de couleur jaune paille, sont bordées de marges brun-verdâtre à marron foncé, et présentent souvent des points noirs au centre (qui sont les stromas). Les lésions les plus anciennes peuvent entourer complètement la tige et s'étendre sur une longueur de 4 cm.
Dans les cas d'infection grave, les tiges sont affaiblies au point d'infection, ce qui rend la plante-hôte sensible à la verse en fin de végétation. Dans ce cas, les plantes touchées ont tendance à se coucher de façon anarchique, dans toutes les directions, à la différence de la verse due à des orages qui tend à coucher toutes les plantes dans la même direction, avec une flexion de la base de la tige plutôt qu'une pliure nette.
Ce symptôme est associé au type W (Oculimacula yallundae). 
Dans d'autres cas d'infection grave, les lésions bloquent le système vasculaire et perturbent l'approvisionnement de la plante en éléments nutritifs et en eau, ce qui entraîne une baisse de la qualité du grain et la formation d'« épis blancs » du fait d'une maturation précoce (échaudage des grains). Cela est associé au type R (Oculimacula acuformis),.
Ces symptômes peuvent être confondus avec ceux du rhizoctone ou de la fusariose.

## Méthodes de lutte
La meilleure méthode de lutte contre le piétin-verse est la sélection de variétés résistantes. On connaît plusieurs gènes de résistance au piétin-verse. Le premier et le plus efficace, qui provient d'une espèce voisine diploïde, Triticum ventricosum (syn. Aegylops ventricosa, 2n=4x=28), est le gène Pch1, situé sur le chromosome 7DL. Ce gène a été transféré dans une lignée de blé tendre hexaploïde  appelée VPM1, créée en France par croisement avec la variété 'Marne', lignée qui a servi ensuite à produire diverses variétés résistantes,.
La rotation des cultures est également un moyen efficace pour réduire l'expansion de la maladie, car les champignons responsables du piétin-verse vivent sur les résidus de la récolte précédente. L'alternance des cultures de blé avec d'autres cultures qui ne sont pas sensibles à la maladie, ainsi que le respect de périodes de jachère d'au moins un an sur la même parcelle, aide à diminuer l'importance de la maladie.
Le recours aux fongicides peut être efficace à court terme, mais n'est pas une solution à long terme car les agents pathogènes peut développer une résistance aux substances employées. L'application de produits chimiques est également coûteuse.
Ainsi, en France, où parmi les fongicides souvent utilisés figurent notamment des toxiques anti-microtubules (benzimidazoles), des inhibiteurs de la stérol 14α-déméthylase (IDM) ou de la succinate déshydrogénase (ISDH), des anilinopyrimidines (cyprodinil) et des benzophénones (métrafénone), de multiples cas de résistance sont apparus.
La résistance aux benzimidazoles s'est généralisée depuis les années 1990, malgré le retrait de cette classe de fongicides. Dans le groupe des IDM, la résistance aux triazoles est également généralisée, mais aucune résistance au (prothioconazole) n'a été constatée. La résistance à la prochloraze (imidazole) est apparue successivement chez  Oculimacula acuformis et Oculimacula yallundae. 
Une résistance spécifique au cyprodinil a également été détectée, mais sa fréquence reste faible. Enfin, depuis le début des années 2000, quelques souches d'Oculimacula yallundae présentent une multirésistance (MDR).

## Distribution
La maladie du piétin-verse est répandue dans les régions tempérées de climat frais et humide, où prédominent les semis de blé d'automne. On la rencontre notamment en Europe occidentale et orientale, en Amérique du Nord (États-Unis, Canada), au Chili, en Australie et en Nouvelle-Zélande ainsi qu'en Afrique du Sud,.